# Власенко, Ефим Федосеевич
Ефим Федосеевич Власенко (3 марта 1922, Пятихатский район — 29 декабря 1995, Ходоров, Львовская область) — разведчик 8-й отдельной гвардейской разведывательной роты 9-й гвардейской воздушно-десантной дивизии, гвардии сержант — на момент последнего представления к награждению орденом Славы. Один из полных кавалеров ордена Славы, награждённых в годы войны четырьмя орденами Славы.

## Биография
Родился 3 марта 1922 года в селе Полинки Пятихатского района Днепропетровской области. Украинец.
Образование неполное среднее. Работал в колхозе трактористом.
В Красной армии с 1943 года. С октября того же года на фронте. Воевал в разведке.
20 августа 1944 года в районе города Баранув разведчик 75-й отдельной гвардейской разведывательной роты гвардии младший сержант Власенко в составе группы бойцов проник в расположение противника и добыл ценные сведения. Прикрывая отход группы, истребил несколько фашистов.
Приказом 78-й гвардейской стрелковой дивизии № 22/н от 6 сентября 1944 года гвардии младший сержант Власенко Ефим Федосеевич награждён орденом Славы 3-й степени.
В ночь с 22 на 23 августа 1944 года младший сержант Власенко бесшумно снял часового, что позволило захватить вражеский склад с военным имуществом.
Приказом 78-й гвардейской стрелковой дивизии № 31/н от 20 октября 1944 года гвардии младший сержант Власенко Ефим Федосеевич награждён вторым орденом Славы 3-й степени.
21 января 1945 года в тылу противника в районе города Олау гвардии сержант Власенко в составе группы разведчиков уничтожил 8 и пленил 6 противников.
Приказом 5-й гвардейской армии № 20/н от 3 марта 1945 года сержант Власенко Ефим Федосеевич награждён орденом Славы 2-й степени.
Через несколько дней, в конце января 1945 года в районе юго-западнее города Бреслау гвардии сержант Власенко прикрывал отход группы захвата, истребил более 10 фашистов. Вынес с поля боя раненого командира.
Приказом 5-й гвардейской армии № 33/н от 12 апреля 1945 года сержант Власенко Ефим Федосеевич награждён вторым орденом Славы 2-й степени.
В 1946 году гвардии сержант Власенко был демобилизован. Будучи награждённым четырьмя орденами Славы не являлся полным кавалером этого солдатского ордена. Ошибка была исправлена только через 30 лет. Указом Президиума Верховного Совета СССР от 23 апреля 1975 года в порядке перенаграждения Власенко Ефим Федосеевич награждён орденом Славы 1-й степени (вместо ордена 2-й степени от 12 апреля 1945 года). Стал полным кавалером ордена Славы.
Жил в городе Ходоров Жидачовского района Львовской области Украины. Работал водителем на комбинате «Троянда». Скончался 29 декабря 1995 года.

## Награды
Награждён орденам Отечественной войны 1-й степени, четырьмя орденами Славы, медалями.